# Avan (Råneå socken, Norrbotten)
Avan är en sjö i Bodens kommun i Norrbotten och ingår i Råneälvens huvudavrinningsområde. Sjön har en area på 0,673 kvadratkilometer och ligger 22 meter över havet. Avan ligger i Råneälven Natura 2000-område. Sjön avvattnas av vattendraget Abramsån (Djupsjöån).

## Delavrinningsområde
Avan ingår i det delavrinningsområde (733953-177084) som SMHI kallar för Utloppet av Avan. Medelhöjden är 30 meter över havet och ytan är 3,76 kvadratkilometer. Räknas de 16 avrinningsområdena uppströms in blir den ackumulerade arean 245,73 kvadratkilometer. Abramsån (Djupsjöån) som avvattnar avrinningsområdet har biflödesordning 2, vilket innebär att vattnet flödar genom totalt 2 vattendrag innan det når havet efter 39 kilometer. Avrinningsområdet består mestadels av skog (39 procent) och öppen mark (30 procent). Avrinningsområdet har 0,66 kvadratkilometer vattenytor vilket ger det en sjöprocent på 17,7 procent.